# Tarenna peekeliana
Tarenna peekeliana är en måreväxtart som beskrevs av Theodoric Valeton. Tarenna peekeliana ingår i släktet Tarenna och familjen måreväxter.
Artens utbredningsområde är Nya Kaledonien. Inga underarter finns listade i Catalogue of Life.